# Tales of Maj'Eyal
 (octobre 2019).
Si vous disposez d'ouvrages ou d'articles de référence ou si vous connaissez des sites web de qualité traitant du thème abordé ici, merci de compléter l'article en donnant les références utiles à sa vérifiabilité et en les liant à la section « Notes et références ».
ToME est un jeu vidéo libre de type rogue-like. Jusqu'à sa troisième version, son nom était un acronyme pour Troubles of Middle Earth (ou Tales of Middle Earth). Depuis sa quatrième version, son nom est un acronyme pour Tales of Maj'Eyal.

## Présentation
ToME est un dérivé d'Angband, basé jusqu'à sa troisième version sur le code source de ZAngband. Il était nommé auparavant PernAngband.
Jusqu'à sa troisième édition, Le jeu se déroulait dans le monde créé par J. R. R. Tolkien, avec des personnages optionnels provenant de ceux créés par H. P. Lovecraft et Roger Zelazny (Cycle des Princes d'Ambre), par héritage respectivement de Cthangband et ZAngband.
TomeNET est une variante multijoueur, originellement créé par l'auteur de ToME, et se déroulant dans le même univers. Depuis 2003, les deux projets sont développés séparément.
La quatrième version du jeu change de nom en 2012 et se nomme dorénavant Tales of Maj'Eyal, ne faisant plus directement allusion aux œuvres de J. R. R. Tolkien. Le moteur de jeu, dénommé te4, est également complètement réécrit, et la numérotation des versions est réinitialisée. Tales of Maj'Eyal est téléchargeable et jouable gratuitement, mais une donation donne accès à des extensions, ainsi qu'à une intégration du jeu dans la plateforme Steam.

## Système de jeu
Le joueur peut choisir pour son personnage une liste fournie de races et de classes, depuis un guerrier cornac (humain ordinaire) jusqu'à un mage shalore (elfe sylvestre). Ensuite, à l'instar des autres rogue-like, le joueur peut explorer le monde, gagner de l'expérience, combattre des monstres dans différentes zones et découvrir de puissants objets magiques.
Le jeu est assez libre et propose désormais un univers spécifique à l'historique riche, modelé par des événements tel le Spellblaze, un cataclysme magique dont les échos sont omniprésents.
Parmi les caractéristiques importantes de ToME :
- une progression des personnages sur la base de points de compétence ;
- des niveaux et des quêtes spéciales ;
- plusieurs souterrains et villes, ainsi qu'une vaste étendue en surface ;
- de nombreuses écoles de magie ;
- de nombreuses races et de classes ;
- une gestion de l'apparition des objets et des monstres en fonction du niveau du personnage ;
- de nombreux monstres et objets ;
- la possibilité de créer des modules (des variantes basées sur des scripts).

## Extensions
Le jeu propose trois extensions officielles payantes :
- Ashes of Urh'Rok[1], sortie le 27 octobre 2014[2], permettant notamment de jouer un personnage semi-démon, d'explorer d'étranges contrées telle une lune maléfique, etc.
- Embers of Rage [3], sortie le 20 février 2016[4], propose notamment de jouer un Orc ou membre d'un peuple associé, et de nouvelles classes dans une ambiance Steampunk
- Forbidden Cults [5], sortie le 16 mai 2018[6], s'inspire de l'horreur lovecraftienne et propose à nouveau de nouvelles races, classes, zones à explorer, etc.

Une quatrième extension est annoncée le 22 avril 2019 :
- The Lost Land permettra de découvrir Tar'Eyal, un continent perdu désertique, de jouer de nouvelles races reptiliennes ou des morts-vivants, etc.

Le site officiel du jeu présente également plusieurs extensions officielles gratuites, ainsi que des extensions développées par des amateurs du jeu.